# Датское королевство
Да́тское короле́вство (дат. Danmarks Rige) — конституционная монархия и сообщество, состоящее из трёх автономных частей:
- Дании в Северной Европе;
- Фарерских островов в Северной Атлантике;
- Гренландии в Северной Америке[1].

Дания является старшим членом содружества, из неё исходит судебная, исполнительная и законодательная власть. Согласно фарерскому и гренландскому акту о домашнем управлении, Фарерские острова и Гренландия составляют самоуправляемое сообщество людей в пределах королевства.
Из этих трёх стран только Дания — член Европейского союза.
Согласно конституции Дании, все вопросы внешней политики для всех частей королевства решаются датским правительством. Фарерские острова получили автономию в 1948 году, Гренландия — в 1979. Самоуправление в Гренландии было расширено ещё больше в 2009 году, и теперь датское правительство практически не имеет никакого влияния на внутренние дела Гренландии.

## Государственное устройство
Национальным законодательным органом является Фолькетинг — однопалатный парламент, в который избираются пропорциональным большинством 175 депутатов из Дании и по два депутата из Гренландии и Фарерских островов. Парламентские выборы проходят раз в четыре года, но в пределах полномочий премьер-министра проводить досрочные выборы.
Уникальное положение внутренних дел Дании обусловлено принципом «Единства Королевства» (дат. Rigsfællesskabet). Этот принцип берёт своё начало в Статье 1 конституции Дании, где провозглашается, что законы конституции имеют своё действие на всей территории государства. Конституция постановляет, что суверенитет принадлежит исключительно верховным властям королевства (датскому правительству и парламенту). Фарерское или гренландское самоуправление не может регулироваться посредством международных договоров, порядок его осуществления может быть установлен только датскими законами; датский парламент (Фолькетинг) делегирует определённую часть своей компетенции местным властям.

## Делегирование полномочий
В целом, принцип «Единства Королевства» определяет положение Дании как объединённого суверенного государства, составные части которого имеют равное между собой положение. Деволюция отличается от федерализма тем, что делегирование полномочий регионам находится во власти центрального правительства, и таким образом государство, с юридической точки зрения, остаётся унитарным.
Согласно условиям Договора о Самоуправлении, решение политических вопросов входит в компетенции фарерских и гренландских властей. Они так же осуществляют контроль над выполнением указаний общенационального правительства, имеют законодательные полномочия в определённых сферах общественной деятельности, и несут экономическую ответственность за свои решения. Датское правительство ежегодно выделяет субсидии этим регионам чтобы покрывать их расходы.
«Закон о самоуправлении Фарерских островов» от 1948 года определяет порядок осуществления самоуправления. Закон гласит: «…На Фарерских островах располагается самоуправляющаяся община внутри Датского государства». Согласно ему формируются органы местного самоуправления (Landsstýrid), а также фарерский парламент, Лёгтинг. Что более важно, этот закон также конкретно определяет рамки власти, которая передаётся от датского правительства: образование местного правительства и решение вопросов муниципального уровня; налогообложение; контроль над общественными службами, включая полицию и городское планирование; различные социальные услуги, в том числе предоставление жилья; начальное и среднее образование; архивы, библиотеки, музеи; сельскохозяйственная деятельность и рыбный промысел; культурные и развлекательные программы и многое другое. Раньше Фарерские острова имели статус датского округа (amt); Закон о Самоуправлении упразднил должность Amtmand (Губернатора округа) и заменил её Rigsombudsmand (Верховный Комиссар правительства Дании). Самоуправление было расширено в законе от 2005 года, где постановлялось, что правительство Фарерских островов является «равной стороной» правительства Дании.
«Закон о самоуправлении Гренландии», принятый в 1978 году, имеет в основном то же самое содержание, что и «Закон о самоуправлении Фарерских островов». Согласно ему в Гренландии создаётся местное правительство и парламент. Органы самоуправления решают вопросы в таких сферах, как: рыбный промысел и сельское хозяйство, система социального обеспечения, защита окружающей среды и многое другое, что непосредственно связано с жизнью гренландцев.
21 июня 2009 года Гренландия получила право на самоопределение и теперь её правительство ответственно за судебную систему, работу полиции, контроль над природными ресурсами, а также имеет некоторую ограниченную возможность проводить внешнюю политику. Гренландцы также были признанным отдельным народом по международному праву. И Гренландия теперь описывается как «самоуправляющаяся область», поскольку местное правительство обладает значительными властными полномочиями.
Тем не менее, существует определённый список полномочий, которые не могут быть переданы этим двум регионам: изменение конституции, внешняя политика, оборона государства, верховный суд, вопросы, связанные с гражданством, денежно-кредитная политика. Кроме того, фарерский и гренландский парламенты подчинены Фолькетингу, где оба региона представлены двумя депутатами от каждого.

## Правовое положение
Регионы королевства иногда называют автономными государственными образованиями. В Гренландии власть органов самоуправления была расширена в 2009 году в Законе о самоуправлении Гренландии, в котором гренландцы признавались в качестве отдельного народа по международному праву. Фарерские острова также постепенно получали всё большую автономию начиная с Закона о самоуправлении, принятого в 1948 году. В соглашении, заключенном между Данией и Фарерскими островами в 2005 году, утверждается, что «этот закон основывается на договорённости между правительствами Фарерских островов и Дании, которые являются равными сторонами». Несмотря на принцип единства среди этих трёх областей, некоторые эксперты называют Датское королевство федерацией или особенной, своеобразной правовой конструкцией. По мнению фарерского политолога Боги Элиасена, Королевство Дания — это не унитарное государство, «но структура с некоторыми элементами федерации, где власть поделена между территориальными субъектами». Фредерик Харнхофф, датский судья, утверждает, что Дания «не является федерацией (поскольку отсутствует соответствующий договор), но также это и не конфедерация»

### Международное сообщество
Раньше большинство вопросов, связанных с внешней политикой, решались исключительно правительством Дании от лица всего королевства, однако с недавних пор Фарерские острова и Гренландия укрепили свою роль в этой сфере. Представители от этих двух регионов входят в датские дипломатические делегации и принимают участие в обсуждении некоторых международных вопросов, например, права на рыбную ловлю. Представители от Гренландии также принимали участие в процессе принятия нового договора между Данией и США по поводу размещения авиабазы Туле, которая располагается на северо-западе острова.
Всё королевство является членом ООН, НАТО, ОЭСР и ВТО. Фарерские острова и Гренландия являются ассоциированными членам Северного совета по своему праву автономных территорий королевства. Хотя Дания и входит в Европейский союз, обе территории имеют особый статус и остаются вне ЕС. Гренландия вступила в ЕС как часть Дании в 1973 году, но после проведения референдума в 1985 году покинула его. Этот выход стал возможен благодаря тому, что в 1979 году в Гренландии было введено самоуправление.
Согласно Закону о самоуправлении Фарерских островов, «фаререц» — это подданный Дании и постоянный житель Фарерских островов. Правительство Дании оформляет особые паспорта для граждан, живущих на Фарерских островах и в Гренландии, хотя жители этих регионов также имеют право выбрать обычный датский паспорт. Этот же самый закон постановляет, что на фарерских паспортах слова Føroyingur (фарерский) и Føroyar (Фарерские острова) должны идти после слов Dansk (датский) и Danmark (Дания).

## Регионы и население
Размер населения и площадь территорий значительно разнятся между собой. Хотя площадь Гренландии составляет более двух миллионов квадратных километров (это самый большой остров в мире), там, по данным 2011 года, живёт всего лишь 57 695 человек, а это примерно лишь сотая часть от всего населения Дании. Фарерские острова занимают небольшую площадь и население их также невелико.
Неравное распределение населения между бывшими колониями и материковой Данией обуславливает главенствующую позицию, которая занимает сама Дания в королевстве. Если посчитать площадь всей страны в целом, то она станет двенадцатым по территории государством в мире, ту же самую позицию занимает Гренландия сама по себе.
| Страна            | Законодательный орган | Размер территории | Размер территории | Население          | Население | Население          |
| Страна            | Законодательный орган | км²               | %                 | Численность (2015) | %         | Плотность (на км²) |
| ----------------- | --------------------- | ----------------- | ----------------- | ------------------ | --------- | ------------------ |
| Дания             | Фолькетинг            | 43,094            | 1.95              | 5,659,715          | 98.11     | 131                |
| Фарерские острова | Лёгтинг               | 1,399             | 0.06              | 48,724             | 0.87      | 35                 |
| Гренландия        | Ландстинг             | 2,166,086         | 97.99             | 55,984             | 1.02      | 0.026              |
| В целом           | Фолькетинг            | 2,210,579         | 100               | 5,764,423          | 100       | 2.6                |

## Терминология
Hjemmestyre
Означает «самоуправление». Указывает на наличие автономной администрации (присутствует и на Гренландии, и на Фарерских островах), которая осуществляет власть над всеми внутренними делами. По этому договору датское правительство занимается только вопросами внешней политики и обороны страны. Оба региона имеют собственные парламенты и правительства, возглавляемые премьер-министрами, которые назначают кабинет министров.
Selvstyre
После референдума, состоявшегося 25 ноября 2008 года (в день тридцатилетнего юбилея с момента получения Гренландией автономии), правовые отношения между датским и гренландским правительствами претерпели изменения и Гренландии была предоставлена ещё более обширная автономия. Дополнительные властные полномочия были переданы гренландскому правительству 21 июня 2009 года, включая контроль над силами полиции, береговой обороны и надзор над судами. В дополнение к этому Гренландия с тех пор получает меньшее количество субсидий со стороны Дании, становясь более самодостаточным регионом.
Rigsombudsmand
Верховные комиссары представляют интересы Дании на Фарерских островах и Гренландии. В каждом из этих двух субъектов есть один Комиссар, который имеет право присутствовать на заседаниях в местных парламентах, хотя и не может голосовать.
Folketingsmedlemmer fra Færøerne og Grønland
Депутаты Фолькетинга из Фарерских островов и Гренландии: представители фарерской и гренландской администраций принимают участие в обсуждении вопросов, непосредственно связанных с их регионами.
Constituent countries (государственные автономные образования)
Отражая терминологию Соединённого Королевства и Королевства Нидерландов, Гренландия, Дания и Фарерские острова зачастую именуются «государственными автономными образованиями» внутри суверенного государства Королевства Дании. Однако такой подход является несколько противоречивым: в то время как континентальная Дания может называться отдельной страной, Гренландия и Фарерские острова официально именуются «самоуправляющимися территориями». В дополнение к этому, недавний закон о предоставлении Гренландии самоуправления, принятый в 2008 году, делает отсылку к Гренландии «как народу», но не как к стране.